# Gex (jogo eletrônico)
Gex é um jogo eletrônico para 3DO e Sega Saturn, desenvolvido pela Crystal Dynamics e lançado em 1995. O jogador é um Geco que precisa passar as fases até enfrentar uma barata cibernética para poder concluir o jogo. Gex foi feito para ser mascote do console 3DO rivalizando Mario & Sonic.

## Sinopse
A história começa com uma mosca robô entrando na casa de Gex onde o mesmo está assistindo televisão até ser engolida pelo mesmo. Por causa disso, a TV fica fora do ar e o controle remoto pisca onde revela que Rez enviou essa mosca como lanche para localizar Gex. Monitorado por Rez, Gex começa ser puxado dentro de sua televisão pelo mesmo.
Gex precisava sobreviver em 4 locais televisivos da Dimensão Mídia para abrir a cúpula. Com todos os controles remotos recolhidos e as monstruosidades televisivas eliminadas, Gex batalha contra Rez até finalmente ser derrotado.
Após a derrota de Rez, Gex sai de sua TV voltando pra sua casa e desliga sua televisão para descansar.

## Jogabilidade
O jogador pode usar o Gex pra bater nos inimigos ou destruir paredes decadentes com a cauda, engolir as esferas com insetos e pular nos inimigos com a cauda. Na maior parte das fases, Gex pode ficar grudado nas paredes e tetos. O jogador perde a pontuação de saúde quando é atingido por um inimigo ou obstáculos prejudiciais até perder a vida, mas pode perder instantaneamente quando cai em qualquer substância letal ou no abismo.
O objetivo do jogo é pegar os controles remotos em cada fases diferentes para poder ativar a outra. Cada fase contem controles dependendo do tema, os controles coloridos também devem ser recolhidos para ativar um mundo e deve vencer o chefe para pegar o controle da fase no próximo mundo. Até fases de bônus em cada 5 mundos devem ser completas para montar o controle do mundo secreto.

## Dubladores
- Gex: Dana Gould
- Rez: Bruce Robertson (não-creditado)